# Suwon

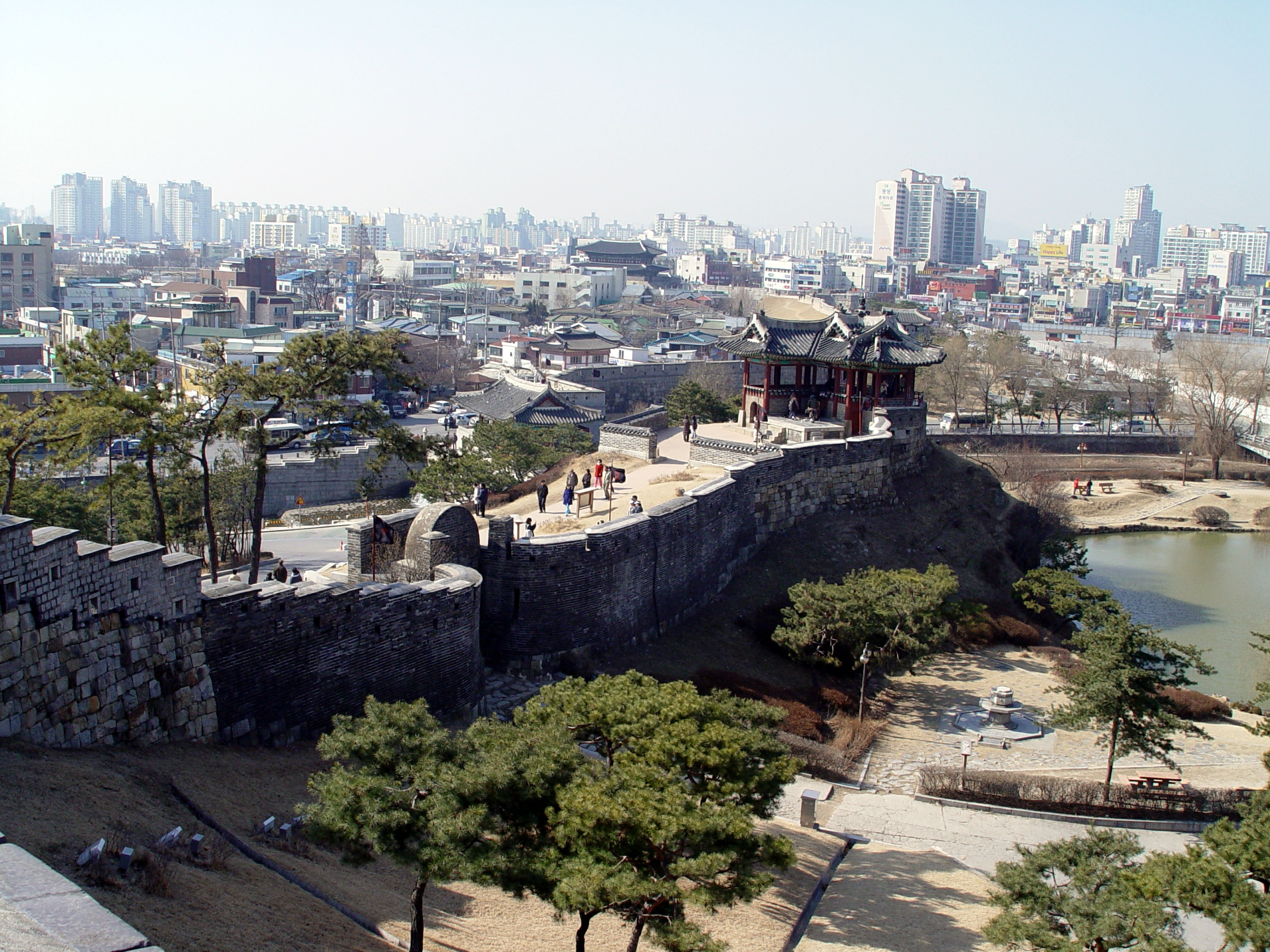
Die Skyline von Suwon und die Festung Hwaseong

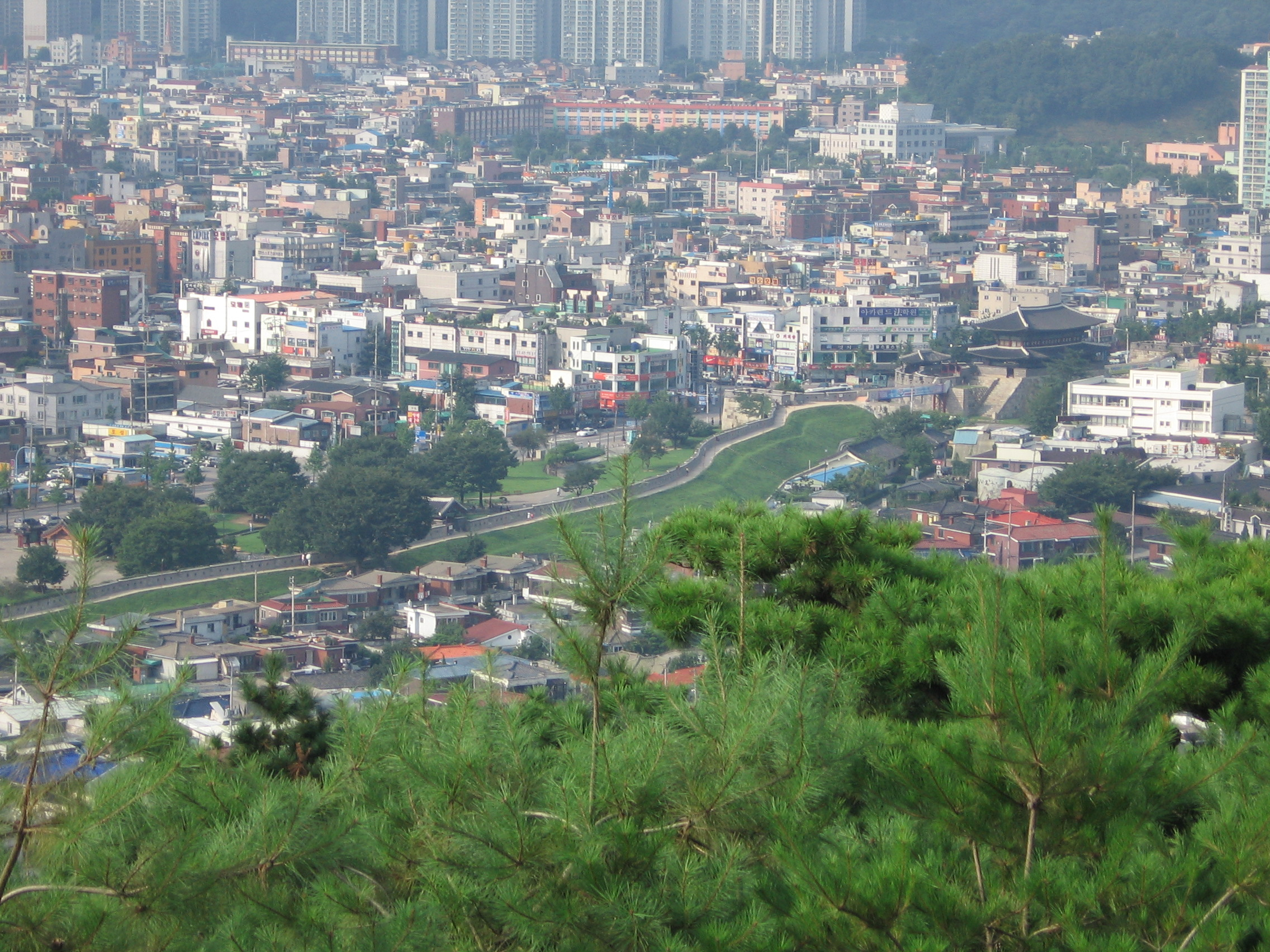
Blick auf die Stadt mit einem Teil der Stadtmauer

Suwon ist die größte Stadt und Hauptstadt der Provinz Gyeonggi-do in Südkorea. Sie liegt 48 km südlich von Seoul und ist an deren U-Bahn-Netz mit der Linie 1 angeschlossen. Während der Fußball-Weltmeisterschaft 2002 fanden vier Spiele im am 13. Mai 2001 eröffneten Suwon-World-Cup-Stadion statt.
Samsung Electronics hat seinen Hauptsitz in Suwon.

## Sehenswürdigkeiten
Die Sehenswürdigkeit schlechthin von Suwon ist die Festung Hwaseong, die von 1794 bis 1796 von König Jeongjo erbaut wurde. Ihre 5,7 km lange Mauer umschloss ursprünglich die gesamte Stadt und besitzt 4 Tore. Die Festung wurde während der japanischen Kolonialzeit und des Koreakriegs beschädigt, danach aber restauriert. Sie wurde 1997 von der UNESCO zum Weltkulturerbe erklärt.
Seit 2019 steht eine 33 Meter hohe Kopie des nur 15 Meter hohen Seeparkturms mit Ökostation der deutschen Partnerstadt Freiburg im Breisgau in Suwon im Gwanggyo Lake Park. Entworfen wurde er von demselben Architekten des Freiburger Turms, Richard Kramer, und trägt den Namen Gwanggyo Lake Park Observatory. Er hat einen Aufzug, ein Café und Platz für Ausstellungen. Eine neue Bibliothek steht auch im Park, für die Freiburg einige Bücher beigesteuert hat. Sie stehen in einem Regal, das wie ein kleiner Seeparkturm gebaut ist.

## Essen
Suwon ist bekannt für Suwon-Galbi, eine Variation des sonst in Korea üblichen Galbi.

## Sport
Zum fünften Mal nach 2008, 2009, 2010 und 2011 fand vom 18. bis 23. September 2012 das zweite Dreiband-Weltcup des Jahres statt, bei der sich die Weltbesten im Karambolage messen. Gewinner des vorangegangenen Turniers im Februar 2012 im türkischen Antalya war der Koreaner Choi Sung-won. Titelgewinner in Suwon wurde der Schwede Torbjörn Blomdahl.
Im April 2023 findet die Division IB der Eishockey-Weltmeisterschaft der Frauen im Suwon Ice Rink statt.

## Söhne und Töchter der Stadt
- Pak Yeong-hyo (1861–1939), Politiker
- Moon Han-lim (* 1955), römisch-katholischer Bischof von Venado Tuerto in Argentinien
- Jo Jung-suk (* 1980), Schauspieler
- Park Hae-soo (* 1981), Film-, Theater- und Fernsehschauspieler
- Kim Jin-hyeon (* 1987), Fußballspieler
- Yeon Gi-sung (* 1989), Fußballspieler
- Kim Hyun-sung (* 1989), Fußballspieler
- Lee Jong-suk (* 1989), Schauspieler
- Yun Suk-young (* 1990), Fußballspieler
- Kim Haeng-jik (* 1992), vierfacher Karambolageweltmeister im Dreiband
- Lee So-youn (* 1993), Shorttrackerin
- Jeongyeon (* 1996), Sängerin
- Im Ho-won (* 1998), Rollstuhltennisspieler
- Lee Seung-woo (* 1998), Fußballspieler
- Kim Won-ho (* 1999), Badmintonspieler
- Choi Se-bin (* 2000), Säbelfechterin
- Shin Yu-bin (* 2004), Tischtennisspielerin

## Städtepartnerschaften
- Asahikawa, Japan, seit 1989
- Jinan, Volksrepublik China, seit 1993
- Townsville, Australien, seit 1997
- Bandung, Indonesien, seit 1997
- Jeju-si, Südkorea, seit 1997
- Cluj-Napoca, Rumänien, seit 1999
- Toluca, Mexiko, seit 1999
- Yalova, Türkei, seit 1999
- Fès, Marokko, seit 2003
- Hải Dương, Vietnam, seit 2004
- Siem Reap, Kambodscha, seit 2004
- Hyderabad, Indien, seit 2005
- Nischni Nowgorod, Russland, seit 2005
- Curitiba, Brasilien, seit 2006
- Pohang, Südkorea, seit 2009
- Freiburg im Breisgau, Deutschland, seit 2015[3]